# 当日 (芒什省)
当日（法語：Dangy，法語發音：[dɑ̃ʒi]）是法国芒什省的一个市镇，属于圣洛区。

## 地理
当日（49°2'42"N, 1°13'29"W）面积9.93 平方千米，位于法国诺曼底大区芒什省，该省份为法国西北部沿海省份，西、北、东北三面环大西洋，东起顺时针与卡爾瓦多斯省、奧恩省、马耶讷省和伊勒-维莱讷省接壤。
与当日接壤的市镇（或旧市镇、城区）包括：基布、卡朗蒂伊、瑟里西拉萨勒、瑟尼伊圣母村、圣马丹德邦福塞、布尔瓦莱。

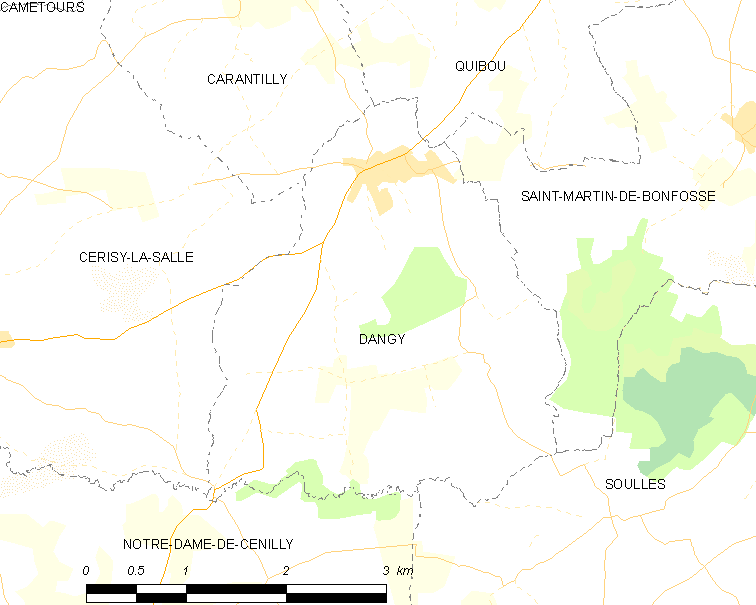
的OSM定位图

当日的时区为UTC+01:00、UTC+02:00（夏令时）。

## 行政
当日的邮政编码为50750，INSEE市镇编码为50159。

## 政治
当日所属的省级选区为圣洛第二县。

## 人口

1962-2008年间人口变化图示

当日于2022年1月1日时的人口数量为660人。